# Апрелевка (станция)
Апре́левка — железнодорожная станция Киевского направления Московской железной дороги в одноимённом городе Наро-Фоминского городского округа Московской области. Входит в Московско-Смоленский центр организации работы железнодорожных станций ДЦС-3 Московской дирекции управления движением. По основному характеру работы является промежуточной, по объёму работы отнесена к 2 классу. Открыта в 1899 году.
Станция является конечной для электропоездов Москва — Апрелевка, а также для электропоездов в/из моторвагонного депо Апрелевка в сторону Калуги и на Большое кольцо МЖД в сторону Детково и Поварово II. На станции четыре островные платформы и семь путей. Входит в 5 тарифную зону, оборудована турникетами, время движения от Киевского вокзала — от 50 минут до 1 часа.

## История
27 сентября 1899 года был открыт полустанок Апрелевка Московско-Киевско-Воронежской железной дороги. Название станции дала усадьба Апрелевка, принадлежавшая писателю Николаю Николаевичу Златовратскому (1845—1911), а усадьба, в свою очередь, названа по имени речки Апрелевки. Речка значилась на карте с 1850 года. Название реки не связано с месяцем апрелем, а произошло от слова «опреть» в значении «сыреть», «мокнуть».
23 сентября 2021 года в преддверии открытия линии МЦД-4 Московских центральных диаметров на станции был открыт надземный вестибюль (конкорс), помимо этого были обновлены все пассажирские платформы, были установлены крыши над ними, турникеты.